# Uggelharde

Das Wappen von Tarp mit der Eule der Uggelharde

Die Uggelharde (dänisch: Ugle Herred) war eine Harde in Schleswig.

## Lage
Noch heute ist sie als Landschaftsbezeichnung bekannt. Sie liegt südlich der Stadt Flensburg auf der Schleswigschen Geest. Ihr Grenzbereich zur Halbinsel Angeln wird als Luusangeln bezeichnet. Zur Uggelharde gehören unter anderem die Dörfer Großsolt, Oeversee und Eggebek.

## Hintergrund
Das dänische Wort „uggle“ bedeutet Eule. Die Eule dient als Symbol der Uggelharde. Die Uggelharde wird bereits in König Waldemars Erdbuch von 1231 erwähnt. Die Uggelharde gehörte damals zum Istathesyssel. Hinsichtlich des Hauptortes, dem Mittelpunkt der Harde, existieren verschiedene Ansichten. Pastor Hans Nicolai Andreas Jensen ging im 19. Jahrhundert von Eggebek aus. Erwin Freytag, der  Verfasser der Chronik der Gemeinde Sieverstedt, ging im 20. Jahrhundert von Sieverstedt aus. Der Hardesvogt der Uggelharde, soll aber jahrhundertelang auf Augaard seine Wohnsitz gehabt haben. Die Stellung der Hardesvögte verblieb bei den Harden häufig über mehrere Generationen in der gleichen Familie. Später wohnte der Hardesvogt der Ugelharde offensichtlich in der Stadt Flensburg. Die Ungelharde war des Weiteren in vier Trinte unterteilt, das Solter, Sieverstedter, Jörler und Oeverseer. Die einzelnen Trinte wurden von einem Commünevorsteher einem Rechensmann geführt. Der Rechensmann hatten die Aufgabe, dass dort alles in geordneten Verhältnissen verlief. Dem Rechensmann waren wiederum mehrere Hardesbevollmächtigte zugeteilt, deren sie sich zur Erfüllung dieser Aufgabe bedienten. Im Jahre 1744 soll einer dieser Hardesbevollmächtigten im heutigen Hause Treenetal 2 in Oeversee gewohnt haben (Lage). Das Hügelgrab Thinghy, südlich vom Frörup beim Hof Tinghoe. soll vor Jahrhunderten als erste Thingstätte (also als Gerichtsstätte) der Uggelharde gedient haben. Später wurde das Thing bei der Kirche zu Oeversee abgehalten. Zuletzt wurde es in den Holzkrug in Süderschmedeby verlegt. Die Uggelharde kam später zum Amt Flensburg, dem späteren Landkreis Flensburg.